# Bora Milutinović
Velibor «Bora» Milutinović (serbio: Велибор «Бора» Милутиновић) (Bajina Bašta, 7 de septiembre de 1944) es un exfutbolista y extécnico de fútbol serbiomexicano.
Ganó la Copa Oro de la Concacaf con dos selecciones diferentes y la Copa de Campeones de la Concacaf en dos ocasiones con Pumas de la UNAM, siendo estos sus mayores logros.

## Carrera como futbolista

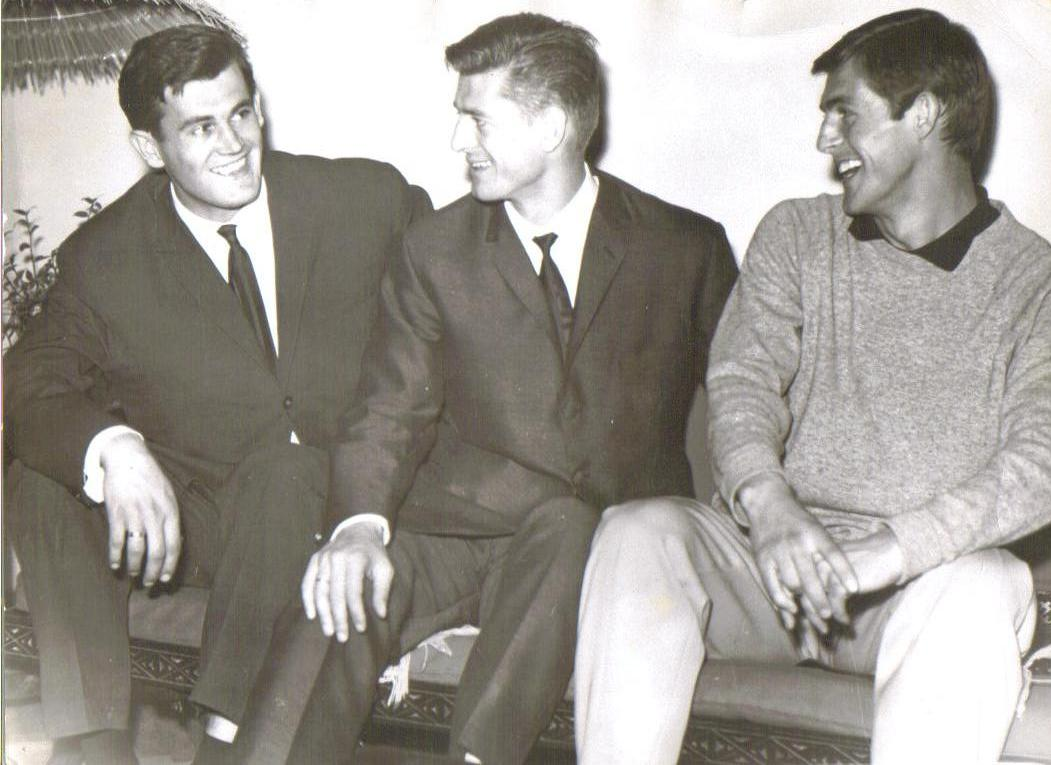
Los hermanos Milutinović: Milorad, Miloš y Bora

### Europa
Inició su carrera futbolística en Yugoslavia en el OFK Belgrado en 1959, y continuó en el Partizán de Belgrado de 1960 a 1966. Posteriormente, emigró en 1967 a Francia en donde estuvo tres años con el AS Mónaco, OGC Niza y FC Rouen y terminó su carrera como jugador en Europa con el FC Winterthur de Suiza.

### Club Universidad Nacional
En 1972 llegó a México para jugar con los Pumas de la UNAM. Con la incorporación de Milutinović, la base de mexicanos integrada por Miguel Mejía Barón, Héctor Sanabria, Arturo Vázquez Ayala, José Luis «Pareja» López y Leonardo Cuéllar, y la posterior contratación de los brasileños Evanivaldo Castro «Cabinho» y Spencer Coelho, el Club Universidad obtuvo sus primeros éxitos de importancia en la temporada 1974-75: la Copa México y el Campeón de Campeones.
Jugó cuatro temporadas con el Club Universidad, siendo la última la de 1975-1976.

## Carrera como entrenador

### Clubes

#### Club Universidad Nacional
Al año siguiente del primer campeonato de liga del Club Universidad, Milutinović fue nombrado director técnico, con lo que se inició la tradición de que exjugadores Pumas se volvieran entrenadores del equipo.
Su inicio fue exitoso, logrando los subcampeonatos en sus dos primeras temporadas: 1977-78 y 1978-79. Durante la temporada 1978-79, el equipo empató una marca de veintiocho partidos consecutivos anotando por lo menos un gol, dentro de un mismo torneo.
Finalmente, en la temporada 1980-81 ganó el segundo campeonato de liga para los Pumas de la UNAM. En el transcurso de esa temporada, también ganó la Copa de Campeones de la CONCACAF (actualmente CONCACAF Liga Campeones) y la Copa Interamericana.
En esa época dorada de los Pumas, dirigió a grandes jugadores como, el juvenil Hugo Sánchez, Juan José Muñante, Cabinho, Manuel Negrete, Ricardo Ferretti, entre otros. Todavía en 2009, Milutinović consideraba que el Club Universidad fue el mejor equipo que ha dirigido, tanto a nivel de selecciones como de clubes. Al finalizar la temporada 1982-1983, dejó la dirección técnica del equipo.

#### Otros clubes
Otros clubes que ha dirigido son San Lorenzo de Almagro (Argentina, 1987), Udinese Calcio (Serie B italiana, 1987), Tecos de la UAG (México, 1988-1989), Instituto Irlandés gen. 2002 (México, 1994), Nueva York MetroStars (ahora New York Red Bulls, Estados Unidos, 1998-1999) y Al-Sadd (Catar, 2004-2005).
A diferencia de lo que ocurrió con el Club Universidad, sus estadías en otros equipos han sido cortas e, incluso, poco exitosas. Por ejemplo, con el San Lorenzo estuvo ocho partidos (cuatro victorias y cuatro empates) y con el Udinese Calcio nueve. En el caso del MetroStars de la Major League Soccer, dirigió la temporada completa de 1999 y tuvo el peor récord en la historia de la liga (4 ganados, 3 empatados y 25 derrotas).

### Selecciones nacionales

#### México
«Bora» Milutinović ha dirigido a la selección mexicana de fútbol en dos periodos. En su primer proceso, de 1983 a 1986, dirigió al equipo en el Mundial de México 86, llevando a la selección a los cuartos de final. En la primera ronda de ese Mundial venció a Bélgica e Irak y empató con Paraguay, le ganó a Bulgaria en octavos de final y en cuartos perdió en penaltis con Alemania Federal, posterior subcampeona del torneo. Fue la única ocasión en que la selección mexicana ha alcanzado los cuartos de final, la única en la que ha disputado cinco partidos y, a nivel personal, su mejor resultado en Copas del Mundo de la FIFA.
En el segundo proceso, de 1995 a 1997, fue contratado para suceder a Miguel Mejía Barón y clasificar a la selección mexicana para el Mundial de Francia 98. Además de partidos clasificatorios, fue campeón de la Copa Oro 1996 y tercer lugar en la Copa América 1997. Finalmente, a pesar de los buenos resultados en dichos torneos y haber clasificado para el Mundial, fue sustituido por Manuel Lapuente.
En total, dirigió a la selección mexicana en 104 juegos, siendo el segundo director técnico con más partidos en la selección mexicana, sólo después de Ignacio Trelles, y el primero en mayor cantidad de partidos ganados.

#### Participaciones en Fases Finales
| Torneo                    | Sede           | Resultado        |
| ------------------------- | -------------- | ---------------- |
| Copa Mundial FIFA 1986    | México         | Cuartos de final |
| Copa de Oro CONCACAF 1996 | Estados Unidos | Campeón          |
| Copa América 1997         | Bolivia        | Tercer lugar     |

#### Costa Rica
Justo antes de iniciar el Mundial de Italia 90, se puso al frente de la selección de Costa Rica. En dicho Mundial, con la selección ya clasificada y con apenas cinco partidos de preparación, tuvo un papel importante al alcanzar los octavos de final al derrotar a Escocia y Suecia y perder con Brasil en la fase de grupos y Checoslovaquia en octavos de final, hasta ese momento fue la mejor presentación de Costa Rica en sus participaciones en Copas del Mundo de la FIFA (ver mundial Brasil 2014).

#### Estados Unidos
Después de su exitoso paso por Costa Rica, en 1991 fue contratado para dirigir la selección de Estados Unidos rumbo a la Copa Mundial de 1994, como anfitrión. Obtuvo el puesto gracias a que Franz Beckenbauer lo recomendó con Henry Kissinger. Al ser presentado, el presidente de la Federación de Fútbol de los Estados Unidos, Alan Rothenberg, se refirió a él —por primera vez— como un «hacedor de milagros» (miracle worker).
Además de cumplir con su encargo al clasificar a la selección de Estados Unidos para los octavos de final en 1994, fue campeón en la Copa de Oro de 1991, tercer lugar en la Copa Rey Fahd 1992 y segundo lugar en la Copa de Oro de 1993. También participó en la Copa América 1993, pero quedó en último lugar de doce equipos.
En 1995 fue despedido debido a que no tomó un mayor rol en el desarrollo de jugadores.

#### Nigeria
Después de ser despedido de la selección mexicana en 1997, fue contratado para dirigir a la selección de Nigeria en el Mundial de Francia 1998. La selección de Nigeria clasificó a la segunda ronda después de ganarle a España y Bulgaria y perder con Paraguay. En octavos de final fue eliminado por Dinamarca.

#### China
Después de rechazar una oferta de la selección paraguaya, en el 2000, aceptó dirigir a la selección china. En gran campaña, la logró clasificar por primera vez para una Copa del Mundo. En el Mundial de Corea/Japón 2002, perdió sus tres partidos, con Costa Rica, Brasil y Turquía, y por primera ocasión, no pudo clasificar para una segunda ronda de Copa del Mundo.
A pesar de clasificar a China para un Mundial, la relación de Milutinović con la Federación China de Fútbol fue difícil, llegando a asegurar —después de la clasificación— que dejaría el puesto de entrenador una vez finalizada la justa mundialista.
También obtuvo el cuarto lugar en la Copa Asiática 2000, realizada en Líbano.

#### Honduras
En 2003 y 2004, dirigió a la selección de fútbol de Honduras, con el propósito de clasificarla para el Mundial de Alemania 2006. Sin embargo, después de diez partidos renunció a raíz de las críticas recibidas por técnicos, directivos y la prensa de Honduras.

#### Jamaica
En 2006 firmó un contrato de cuatro años para dirigir a la selección de Jamaica, pero en 2007 fue despedido por incumplimiento de contrato, de acuerdo con la Federación de Fútbol de Jamaica. Al momento de su cese, la selección mayor había caído al lugar 103 de la clasificación de selecciones de la FIFA.

#### Irak
En 2009 fue contratado como entrenador de la selección de fútbol de Irak para enfrentar la Copa FIFA Confederaciones 2009,  que fue eliminada en primera fase al tener dos empates y una derrota.

## Trayectoria

### Como futbolista
| Año(s)    | País       | Equipo                | Partidos[cita requerida] | Goles[cita requerida] |
| --------- | ---------- | --------------------- | ------------------------ | --------------------- |
| 1959-1960 | Yugoslavia | OFK Belgrado          | 15                       | 2                     |
| 1960-1965 | Yugoslavia | Partizan Belgrado     | 40                       | 3                     |
| 1965-1966 | Yugoslavia | OFK Belgrado (cedido) | 12                       | 3                     |
| 1966-1967 | Suiza      | FC Winterthur         | 20                       | 1                     |
| 1967-1969 | Francia    | AS Mónaco             | 42                       | 3                     |
| 1969-1971 | Francia    | OGC Niza              | 37                       | 0                     |
| 1971-1972 | Francia    | FC Rouen              | 11                       | 0                     |
| 1972-1976 | México     | UNAM                  | 93                       | 12                    |

### Como entrenador
| Año(s)    | País           | Equipo (*)                  | JD  | JG | JE | JP | %    | GF  | GC  |
| --------- | -------------- | --------------------------- | --- | -- | -- | -- | ---- | --- | --- |
| 1977-1983 | México         | UNAM                        | 218 | 96 | 59 | 63 | 44   | 406 | 299 |
| 1983-1986 | México         | Selección de México         | 57  |    |    |    |      |     |     |
| 1987      | Argentina      | San Lorenzo de Almagro      | 8   | 4  | 4  | 0  | 50   | 8   | 2   |
| 1987      | Italia         | Udinese Calcio              | 9   |    |    |    |      |     |     |
| 1988      | México         | Tiburones Rojos de Veracruz |     |    |    |    |      |     |     |
| 1988-1989 | México         | Tecos de la UAG             |     |    |    |    |      |     |     |
| 1990-1991 | Costa Rica     | Selección de Costa Rica     | 9   | 3  | 0  | 6  | 33.3 | 7   | 13  |
| 1991-1995 | Estados Unidos | Selección de Estados Unidos | 93  | 30 | 31 | 35 | 31.3 | 116 | 110 |
| 1995-1997 | México         | Selección de México         | 47  |    |    |    |      |     |     |
| 1997-1998 | Nigeria        | Selección de Nigeria        | 11  | 3  | 2  | 6  | 27.3 | 10  | 22  |
| 1998-1999 | Estados Unidos | Nueva York MetroStars       | 33  | 5  | 3  | 25 | 15.2 |     |     |
| 2000-2002 | China          | Selección de China          | 46  | 20 | 11 | 15 | 43.5 | 75  | 50  |
| 2003-2004 | Honduras       | Selección de Honduras       | 10  | 2  | 4  | 4  | 20   | 12  | 14  |
| 2004-2005 | Catar          | Al-Sadd                     |     |    |    |    |      |     |     |
| 2006-2007 | Jamaica        | Selección de Jamaica        | 6   | 1  | 1  | 4  | 16.7 | 5   | 14  |
| 2009      | Irak           | Selección de Irak           | 4   | 0  | 3  | 1  | 0    | 1   | 2   |

(*) Incluye selecciones nacionales. JD: Juegos dirigidos; JG: Juegos ganados; JE: Juepos empatados; JP: Juegos perdidos; %: Porcentaje de juegos ganados; GF: Goles a favor; GC: Goles en contra.[cita requerida]

## Participaciones en Copas del Mundo
| Mundial              | Equipo               | País                                  | Pts | PJ | PG | PE | PP | GF | GC | Dif |
| -------------------- | -------------------- | ------------------------------------- | --- | -- | -- | -- | -- | -- | -- | --- |
| 1986                 | México               | Bandera de México                     | 8   | 5  | 3  | 2  | 0  | 6  | 2  | +4  |
| 1990                 | Costa Rica           | Bandera de Costa Rica                 | 4   | 4  | 2  | 0  | 2  | 4  | 6  | –2  |
| 1994                 | Estados Unidos       | Bandera de Estados Unidos             | 4   | 4  | 1  | 1  | 2  | 3  | 4  | –1  |
| 1998                 | Nigeria              | Bandera de Nigeria                    | 6   | 4  | 2  | 0  | 2  | 6  | 9  | –3  |
| 2002                 | China                | Bandera de la República Popular China | 0   | 3  | 0  | 0  | 3  | 0  | 9  | –9  |
| Total en sus equipos | Total en sus equipos | Total en sus equipos                  | 22  | 20 | 8  | 3  | 9  | 19 | 30 | –11 |

| Mundial                        | Sede                  | Resultado        |
| ------------------------------ | --------------------- | ---------------- |
| Copa Mundial de Fútbol de 1986 | México                | Cuartos de final |
| Copa Mundial de Fútbol de 1990 | Italia                | Octavos de final |
| Copa Mundial de Fútbol de 1994 | Estados Unidos        | Octavos de final |
| Copa Mundial de Fútbol de 1998 | Francia               | Octavos de final |
| Copa Mundial de Fútbol de 2002 | Corea del Sur y Japón | Primera fase     |

## Participaciones en Copa Confederaciones
| Copa                           | Sede           | Resultado     |
| ------------------------------ | -------------- | ------------- |
| Copa FIFA Confederaciones 1992 | Arabia Saudita | Tercer puesto |
| Copa FIFA Confederaciones 2009 | Sudáfrica      | Primera fase  |

## Participaciones en Copa América
| Copa              | Sede    | Resultado     |
| ----------------- | ------- | ------------- |
| Copa América 1993 | Ecuador | Primera fase  |
| Copa América 1997 | Bolivia | Tercer puesto |

## Participaciones en la Copa de Oro
| Copa             | Sede                    | Resultado  |
| ---------------- | ----------------------- | ---------- |
| Copa de Oro 1991 | Estados Unidos          | Campeón    |
| Copa de Oro 1993 | Estados Unidos y México | Subcampeón |
| Copa de Oro 1996 | Estados Unidos          | Campeón    |

## Participaciones en la Copa Asiática
| Copa               | Sede   | Resultado    |
| ------------------ | ------ | ------------ |
| Copa Asiática 2000 | Líbano | Cuarto lugar |

## Palmarés

### Como jugador
| Título               | Equipo               | País   | Año     |
| -------------------- | -------------------- | ------ | ------- |
| Copa México          | Universidad Nacional | México | 1974-75 |
| Campeón de Campeones | Universidad Nacional | México | 1974-75 |

### Como entrenador
| Título                           | Club                        | País           | Año  |
| -------------------------------- | --------------------------- | -------------- | ---- |
| Copa de Campeones de la CONCACAF | Pumas de la UNAM            | México         | 1980 |
| Copa Interamericana              | Pumas de la UNAM            | Estados Unidos | 1981 |
| Primera División                 | Pumas de la UNAM            | México         | 1981 |
| Copa de Campeones de la CONCACAF | Pumas de la UNAM            | México         | 1982 |
| Copa Oro                         | Selección de Estados Unidos | Estados Unidos | 1991 |
| Copa Oro                         | Selección de México         | Estados Unidos | 1996 |

## Vida personal
Es hermano de Miloš y Milorad Milutinović, con los que jugó en el Partizán de Belgrado y en la selección de Yugoslavia. Su familia es la única que tuvo tres jugadores en el equipo yugoslavo.
Está casado con una ciudadana de México, país en el que reside. En la época de la Copa del Mundo de México 1986, las autoridades le ofrecieron la nacionalidad mexicana, misma que no aceptó. Fue galardonado con la Orden del Águila Azteca como extranjero distinguido por el Gobierno mexicano. En México goza de mucha familiaridad su frase «yo respeto».
Habla cinco idiomas: serbio, inglés, francés, italiano y español.
Si bien en casi todo el mundo es conocido popularmente como Bora, en China se le conoce como Milú debido a que en mandarín no se pronuncia la letra r. Este mote también fue usado porque su sonido significa 'buena suerte'.
Aparte del fútbol, su otra gran pasión es el ajedrez.